# Јурјевићи
Јурјевићи су насељено мјесто у граду Зеници, Босна и Херцеговина.

## Становништво
|                      | 2013.        | 1991.         | 1981.         | 1971.         |
| Укупно               | 115 (100,0%) | 147 (100,0%)  | 146 (100,0%)  | 124 (100,0%)  |
| Бошњаци              | 110 (95,65%) | 147 (100,0%)1 | 138 (94,52%)1 | 124 (100,0%)1 |
| Босанци и Херцеговци | 5 (4,348%)   | –             | –             | –             |
| Остали               | –            | –             | 8 (5,479%)    | –             |

1. 1 На пописима од 1971. до 1991. Бошњаци су пописивани углавном као Муслимани.